# Український науково-дослідний інститут продуктивності агропромислового комплексу
Український науково-дослідний інститут продуктивності агропромислового комплексу («Украгропромпродуктивність») — державна установа з розроблення систем економічних норм праці та нормативів часу для агропромислового виробництва.

## Історія

### Радянські часи
Ідея створення організацій, таких як «Украгропромпродуктивність», виникла на початку минулого століття. Перші наукові дослідження з нормування праці в сільському господарстві в колишньому СРСР були проведені на Київській дослідній станції з наукової організації праці у 1923 році. Пізніше ця станція була перетворена на Інститут наукової організації праці.
У той час були відчутні недоліки 17-розрядної тарифної системи, яка використовувалася на виробництві, особливо її тенденції до зрівняльності, зокрема в оплаті праці. Тому була розпочата робота з поліпшення нормування в різних галузях народного господарства, включаючи сільське господарство. Наприклад, планові середні норми на тракторні роботи були встановлені централізовано для всіх союзних республік, обсяги робіт почали вимірюватись у фізичних гектарах, а норми витрати палива — у кілограмах на умовний гектар і т. д.
Пізніше було запропоновано метод нормування, який базувався на паспортизації полів, визначенні питомих опорів машин-знарядь безпосередньо у виробничих умовах, а також на подальшому встановленні норм за готовими нормативними матеріалами, розробленими нормативно-дослідними організаціями для умов конкретних зон.
Після другої світової війни тарифні сітки та ставки стали застарілими і не відповідали рівню зарплати, норми виробітку часто використовувалися як засіб регулювання заробітної плати, а велика різниця між фактичними заробітками та тарифними ставками призвела до широкого застосування різних доплат, надбавок, поправочних коефіцієнтів, премій і т. д.
У 1956 році було почато системний підхід до поліпшення організації та нормування праці на сільськогосподарських підприємствах і Мінсільгоспом УРСР створив шість зональних нормувальних пунктів при машинно-тракторних станціях і Харківському ремонтному заводі. Було розпочато навчання фахівців з питань нормувальної діяльності. В усіх областях України були організовані зональні нормувальні пункти, була упорядкована нормативна документація щодо послідовності проведення спостережень, розроблення і затвердження норм виробітку, часу й обслуговування техніки в сільському господарстві.
У 1962 році Рада Міністрів УРСР ухвалила рішення про створення п'яти зональних нормувальних станцій (ЗНС) і 20 пунктів, а в 1976 році Міністерством сільського господарства УРСР з метою координації діяльності ЗНС і обласних пунктів було створено Центральну республіканську сільськогосподарську нормативно-дослідну станцію. Пізніше обласні пункти були перетворені на обласні нормативно-дослідні станції.
Цей період можна вважати початком формування мережі науково-дослідних центрів з праці на різних рівнях — від центрального до регіональних. Основними напрямами їхньої діяльності стали розробка нормативної бази з праці для понад 100 галузей і підгалузей АПК, вдосконалення соціально-трудових відносин і мотивації праці, тарифікація професій і робіт, проведення експертизи витрат праці та цін на продукцію машинобудування, інформатизацію та створення програмного забезпечення для наукових досліджень і виробничого застосування, а також розробка нормативів витрат живої та уречевленої праці за договорами.

### Роки незалежності України
У кінці 90-х років минулого століття починається нова фаза розвитку нормативної мережі установ продуктивності: відбувається ліквідація відомчої ізоляції і дублювання в розробці нормативних матеріалів, вводиться більш ефективне використання спеціалістів галузі. Пізніше, за рішенням Кабінету Міністрів України від 01.07.2002 р. № 873 і наказом Мінагрополітики України від 27.07.2002 р. № 212 «Про реорганізацію науково-дослідних центрів нормативів праці» було створено Український науково-дослідний інститут, зональні та регіональні центри продуктивності агропромислового комплексу Мінагрополітики України, які взяли на себе широкий спектр обов'язків, включаючи розробку галузевих систем економічних норм і нормативів, рекомендацій для науково-методичного забезпечення ефективного використання ресурсного потенціалу підприємств, проведення експертної оцінки вартості продукції АПК і т. д.
У 2012 році продовжувалося упорядкування завдань і функцій Інституту, наказом Мінагрополітики від 16.05.2012 р. № 276 було затверджено нову редакцію його Статуту, поряд з розробленням галузевих систем економічних норм і нормативів, науково-методичного забезпечення і методологічних засад управління продуктивністю підприємств та галузей АПК на нього покладено здійснення моніторингу продуктивності підприємств і галузей АПК, проведення експертної оцінки вартості продукції агропромислового комплексу, наукове забезпечення державної політики у сфері удосконалення соціально-трудових відносин у галузях АПК, науковий супровід державних програм розвитку сільських територій тощо.
У 2021 році, згідно з рішенням Кабінету Міністрів України від 17 березня 2021 р. № 222 «Про реорганізацію зональних і регіональних науково-дослідних центрів продуктивності агропромислового комплексу», зональні та регіональні науково-дослідні центри продуктивності агропромислового комплексу були реорганізовані шляхом їх об'єднання з Українським науково-дослідним інститутом продуктивності агропромислового комплексу та створенням відповідних відокремлених структурних підрозділів (філій).

## Напрями діяльності
«Украгропромпродуктивність» проводить наукову роботу в межах щорічних і багаторічних тематичних планів науково-дослідних робіт. Зокрема, з 2011 року наукові дослідження проводилися відповідно до науково-технічної комплексної програми «Наукові дослідження і розроблення економічних нормативних систем управління продуктивністю шляхом оптимізації витрат трудових і матеріальних ресурсів на виробництво продукції (робіт, послуг), вдосконалення соціально-трудових відносин галузей агропромислового комплексу України на період 2011—2015 років», затвердженої Мінагрополітики 25.11.2010 р. Її реалізація передбачала створення понад 60 наукових розробок, які дозволили на основі визначення нормативної собівартості виробництва продукції галузей АПК та оптимізації витрат трудових і матеріальних ресурсів впровадити стандарти продуктивності в галузях АПК.
У 2016—2020 роках наукові дослідження проводилися згідно науково-технічної комплексної програми «Наукові дослідження і розробки у сфері сталого соціально-економічного розвитку АПК та сільських територій та їх нормативно-аналітичне забезпечення на період 2016—2020 рр.». Відповідно до наукової тематики за темами «Розроблення економічних нормативних систем ефективного та раціонального використання виробничих та трудових ресурсів в галузях АПК», «Розроблення галузевих методик», «Нормативно-методичне забезпечення енергонезалежності, енергоефективності та енергоощадності виробництв» за 2016—2020 роки проведено 12543 спостережень і розроблено 84897 норм і нормативів.
Основними науково-методичними розробками з нормування за 2016—2020 роки є:
- унормування ручних робіт у рослинництві, хмелярстві, вантажно-розвантажувальних робіт, тракторно-транспортних робіт, зрошення сільськогосподарських культур, ремонту та обслуговування техніки, будівельної техніки та малої механізації, сівби, садіння та догляду за посівами, обробітку ґрунту, збирання сільськогосподарських культур, внесення добрив та захисту сільськогосподарських культур;
- приготування/роздавання кормів, інкубації у птахівництві, нормування м'ясного скотарства, ремонту машин і устаткування тваринницьких ферм і кормовиробництва, борошномельно-круп'яної промисловості, плодоовочевоконсервної, виробництва м'ясних продуктів, хлібопекарського виробництва, виробництва молочних продуктів, олійно-жирової галузі;
- приготування та роздавання кормів;
- виробництво крохмалів і продуктів;
- виробництво молочних продуктів;
- перероблення та консервування овочів та фруктів;
- інкубація у птахівництві; обслуговування ВРХ м'ясних порід;
- виробництво олії та тваринних жирів тощо.

На сьогодні основними видами наукової діяльності «Украгропромпродуктивність» є прикладні наукові дослідження та надання науково-технічних послуг. До основної діяльності інституту входить виконання наукових досліджень ресурсного потенціалу трудових процесів та умов праці в агропромисловому виробництві, удосконалення управління, якості наукової діяльності та підготовки працівників агропромислового комплексу, а також створення систем інформаційних послуг для формування економічних показників виробництва й реалізації продукції агропромислового комплексу.
«Украгропромпродуктивність» є організацією, яка проводить наукові дослідження у сфері створення систем галузевих економічних норм і нормативів праці, науково-методичне забезпечення використання ресурсного потенціалу, науково-методологічне обґрунтування продуктивності в агропромисловому комплексі, проводить паспортизацію умов виробництва, розробляє довідники кваліфікаційних характеристик професій працівників, зайнятих у сільському господарстві, а також досліджує соціально-економічні показники діяльності аграрного сектору економіки для потенційних його користувачів.

## Керівництво
Івченко Володимир Миколайович — генеральний директор, кандидат сільськогосподарських наук, заслужений працівник сільського господарства України.
Зірнзак Олена Степанівна — заступник генерального директора з наукової роботи, кандидат сільськогосподарських наук.

## Додаткова інформація
07.09.2020 року представники АПД, Фолькер Зассе та Марія Ярошко, зустрілися з в.о. генерального директора державного науково-дослідного інституту продуктивності агропромислового комплексу (НДІ «Украгропромпродуктивність»), Володимиром Івченком, та іншими співробітниками інституту. Предметом обговорення були зусилля щодо реформування інституту. Володимир Івченко розповів про завдання, організацію та актуальні напрямки досліджень та вказав у цьому контексті на недостатнє фінансування науково-дослідної роботи інституту.
19.01.2022 Кабінет Міністрів України передав Міністерству агарної політики та продовольства повноваження щодо реорганізації Українського науково-дослідного інституту продуктивності агропромислового комплексу (НДІ «Украгропромпродуктивність», Київ) та його регіональних філій.
Впродовж багатьох років «Украгропромпродуктивність» здійснює моніторинг роздрібних цін на продовольчі продукти на ринках України.